# Steve Bacic
Steve Bacic, född 13 mars 1965 i Lisičić, Kroatien, är en kanadensisk skådespelare. Han är känd för sin roll som Telemachus Rhade i science fiction-serien Andromeda. Efter att ha gästspelat i de första tre säsongerna blev han en regelbundet återkommande figur i säsong fyra. Han spelade i sammanlagt 44 av 110 avsnitt av Andromeda.
Bacic är gift och har tre barn.

## Filmografi
| Year | Title               | Role             |
| ---- | ------------------- | ---------------- |
| 2008 | Stargate: Continuum | Camulus          |
| 2007 | Good Luck Chuck     | Howard           |
| 2003 | X-Men 2             | Hank McCoy/Beast |
| 2000 | 6:e dagen           | Johnny Phoenix   |